# Duits nationaal district
Het Duits nationaal district (Russisch: Немецкий национальный район; Nemetski natsionalny rajon) is een gemeentelijk district in het noordwestelijke deel van de Russische kraj Altaj in het zuiden van West-Siberië. Het bestuurlijk centrum is het dorp Galbsjtadt (Duits: Halbstadt) op 430 kilometer ten westen van het krajcentrum Barnaoel.
In het district, dat in 1991 werd gesticht, wonen ongeveer 20.000 mensen. Hiervan bestaat 59,3% uit Russen, 31,8% uit Rusland-Duitsers en 5,3% uit Oekraïners.

## Geografie
Het nationale district ligt op de Koeloendasteppe ten noordwesten van het Koeloendameer. Het district kent zelf geen meren of rivieren. Er bevinden zich bruine bodems, licht-bruine bodems en lichte bodems. De begroeiing bestaat vooral uit berken, populieren en esdoorns. Grassoorten op de steppe zijn alsem en vedergras. Voorkomende zoogdiersoorten in het district zijn onder andere knaagdieren, konijnen en vossen en vogelsoorten in het gebied zijn onder andere uilen, spreeuwen, mezen, roeken, eksters, bonte kraaien en huismussen.
Er heerst een sterk landklimaat. De gemiddelde januaritemperatuur bedraagt -19°C en de gemiddelde julitemperatuur +22,2°C. De jaarlijkse neerslag varieert tussen de 220 en 240 mm.

## Geschiedenis
Het nationale district werd oorspronkelijk opgezet in 1927 en heette toen nog district Oktjabrski, om kort daarop hernoemd te worden tot Duits nationaal district. Van de bevolking bestond toen 96 procent uit Rusland-Duitsers. In 1938 werd het district opgeheven en het Duitse culturele leven verboden. De krant Rote Fahne werd daarbij verboden. Toen Operatie Barbarossa uitbrak, liet Jozef Stalin ook de Wolgaduitsers naar de kraj Altaj verbannen.
In 1989 woonden 127.731 Duitsers in de kraj en werd gesproken over de heroprichting van het district, hetgeen door de Bondsrepubliek Duitsland financieel werd gesteund, waarmee drie zuivelfabrieken, twee slachterijen, een bakkerij, een wegonderhoudsstation en een boerderij werden opgericht. Later werd ook nog een ziekenhuis gebouwd. Met de winsten hiervan werden kinderopvangcentra en scholen opgericht.
Ondanks al deze nieuwe voorzieningen trokken de Duitsers massaal weg naar Duitsland. In hun plaats kwamen Kirgizische Duitsers en Kazachse Duitsers naar het district. Deze hadden zich echter veel meer vermengd met de lokale bevolkingsgroepen en spraken het Duits veelal niet meer. Wel wordt er tegenwoordig veel belang gehecht aan het onderhouden van de Duitse cultuur en de herinnering aan het verleden.

## Bewoning
In het district bevinden zich twaalf plaatsen. Toen het werd opgericht woonden er ongeveer 20.000 mensen en hiervan waren 18.400 Duitstalig. Deze nederzettingen zijn Degtjarka, Grisjkovka, Galbsjtadt, Kamysji, Koesak, Nikolajevka, Orlovo, Podsosnovo, Polevoje, Protasovo, Redkaja Doebrava en Sjoemanovka. Daarnaast zijn er nog een aantal gehuchten die onder deze plaatsen vallen.

## Economie en transport
In het district vormt de landbouw de belangrijkste sector. Belangrijke gewassen zijn granen en zonnebloemen, alsook veevoeders en groenten op geïrrigeerde gronden. Ook bevinden zich er vlees- en melkveehouderijen. Er bevindt zich een bedrijf voor het verwerken van zonnebloempitten, een molen, kaasmakerij, een kleine vleesverwerkende fabriek, charcuterie, een halvamakerij (met zonnebloempitten) en drie bierbrouwerijen.
De hoofdplaats Galbsjtadt heette tot 1991 Nekrasovo en ligt op ongeveer 35 kilometer ten noordoosten van de stad Slavgorod. Door het district loopt de autoweg van Kamen aan de Ob naar Slavgorod.